# Snömärkeslav
Snömärkeslav (Melanohalea olivacea) är en lavart som först beskrevs av L., och fick sitt nu gällande namn av O. Blanco, A. Crespo, Divakar, Essl., D. Hawksw. & Lumbsch. Snömärkeslav ingår i släktet Melanohalea och familjen Parmeliaceae.  Arten är reproducerande i Sverige. Inga underarter finns listade i Catalogue of Life.
När man vandrar i fjällbjörkskog kan man tydligt se på björkarna att de är vitast nertill och att de blir mörkare upptill. Snömärkeslaven växer endast efter hur högt snön lägger sig på vintrarna. Där snön slutar, där börjar snömärkeslaven växa.

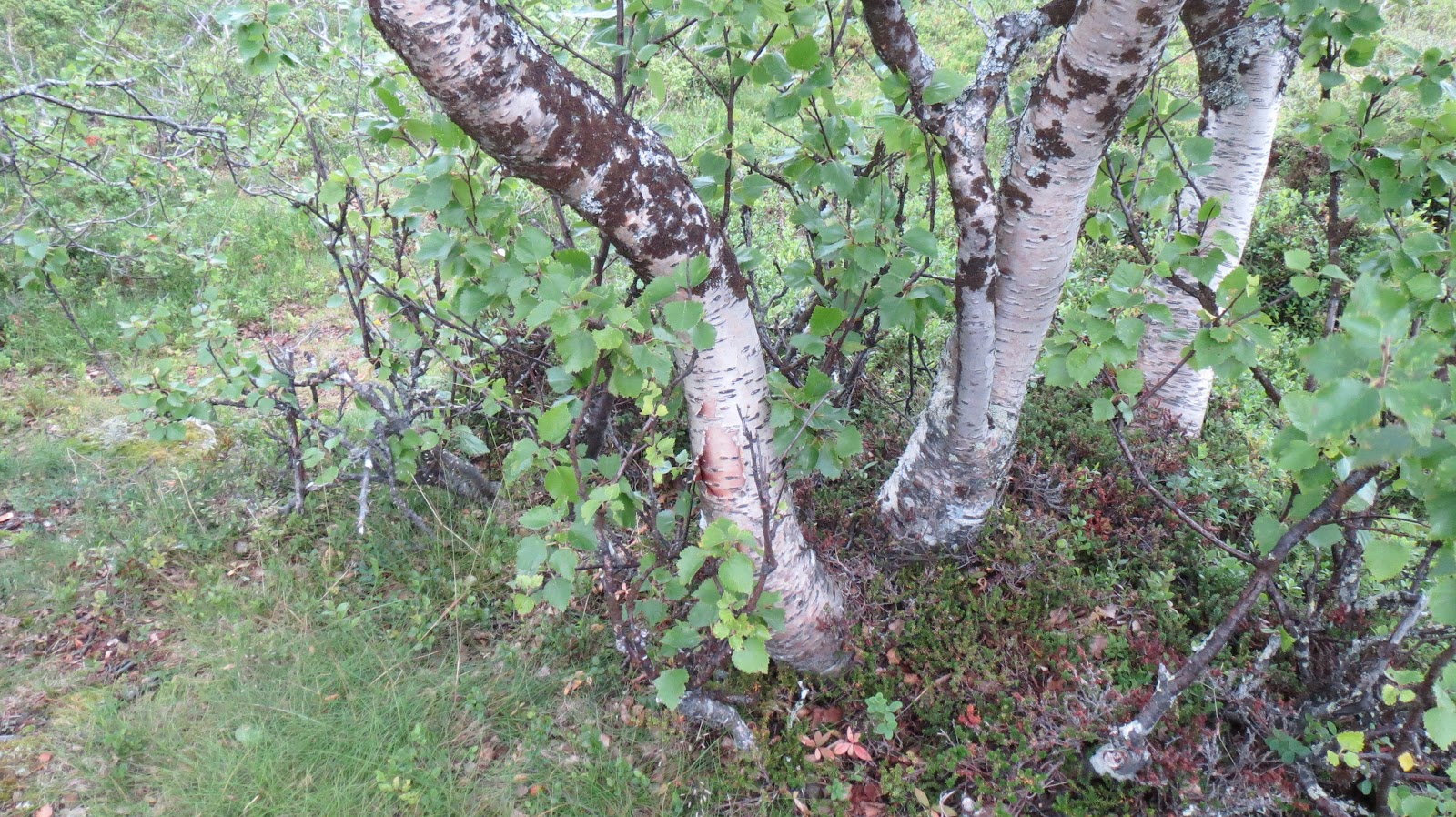
Snömärkeslav

## Bildgalleri

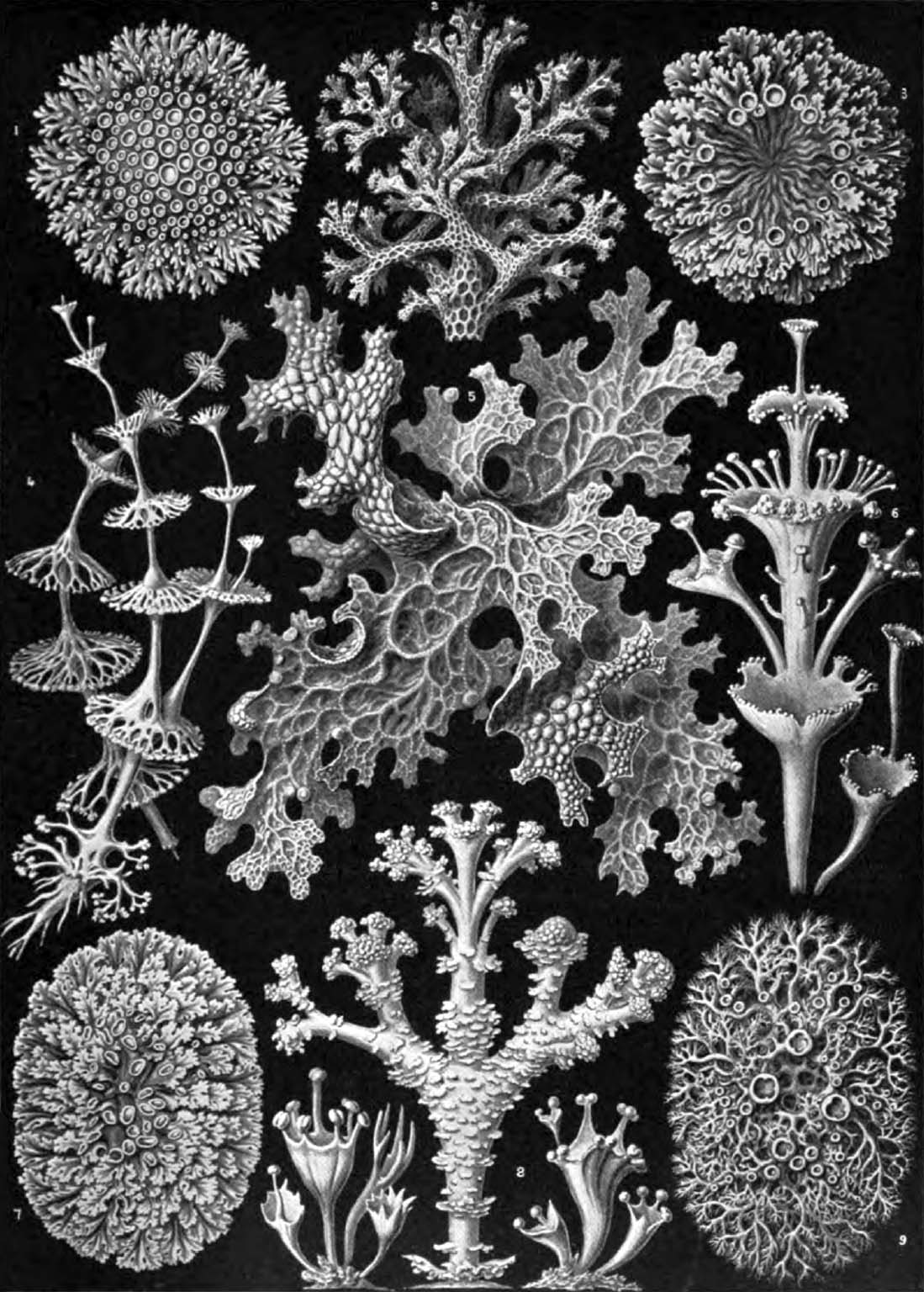
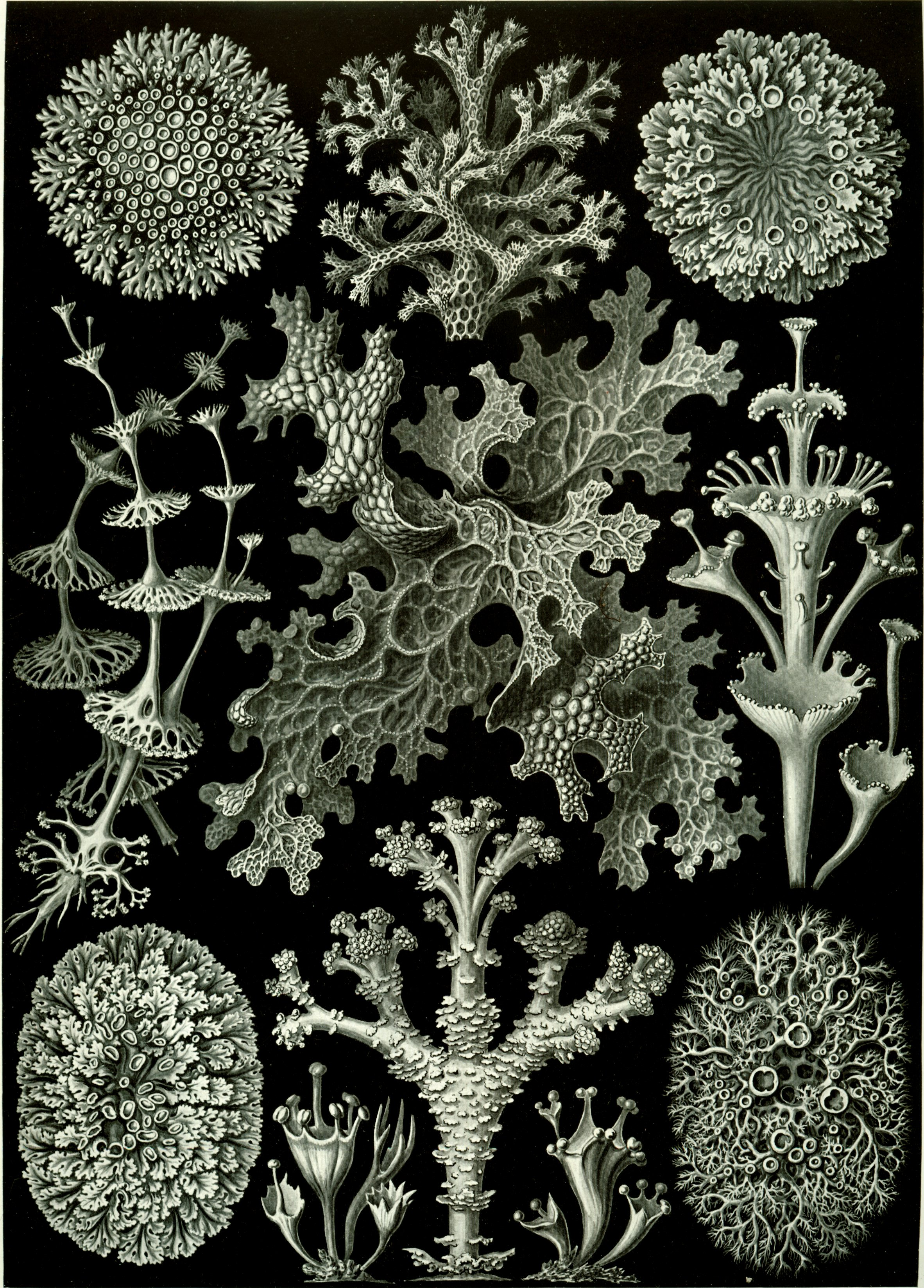
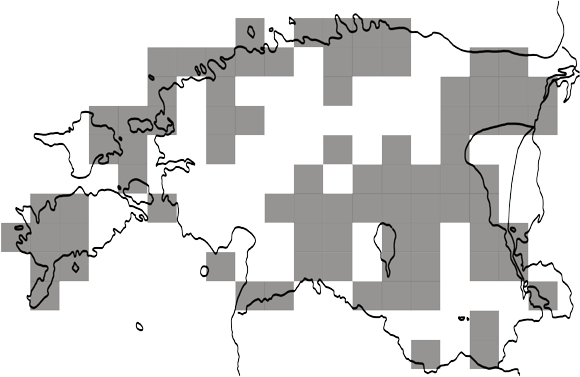
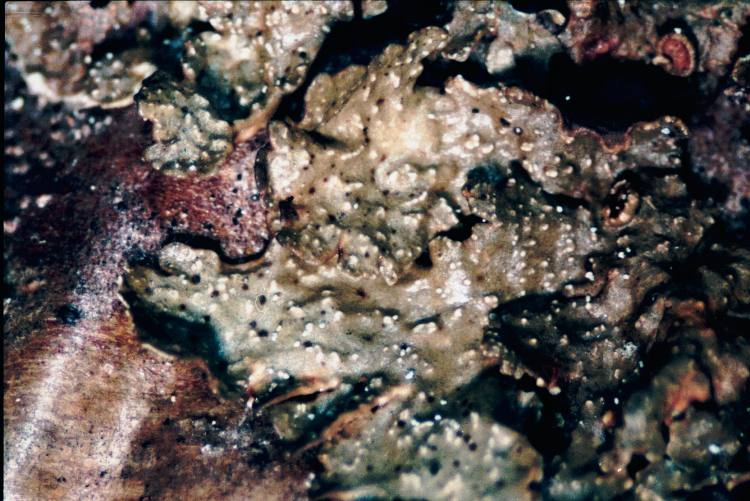
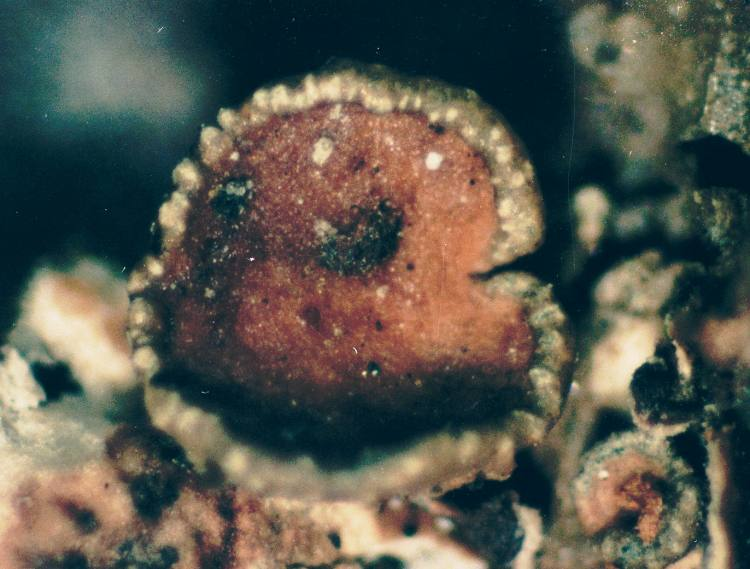
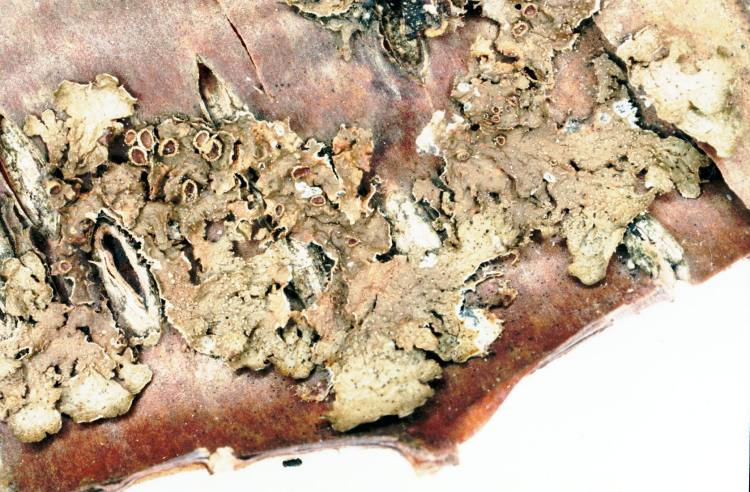
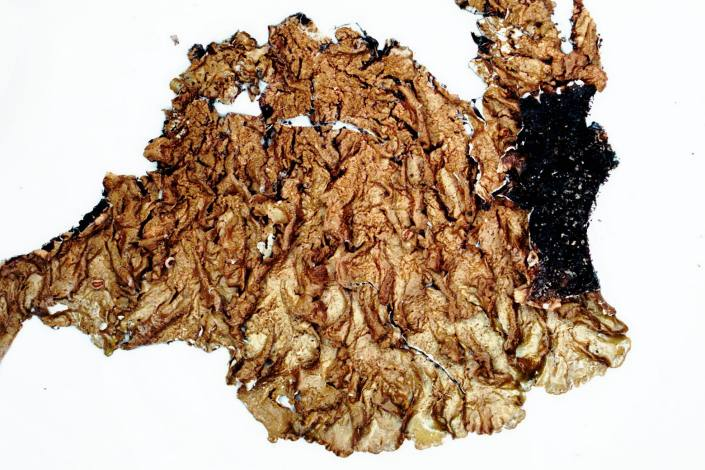
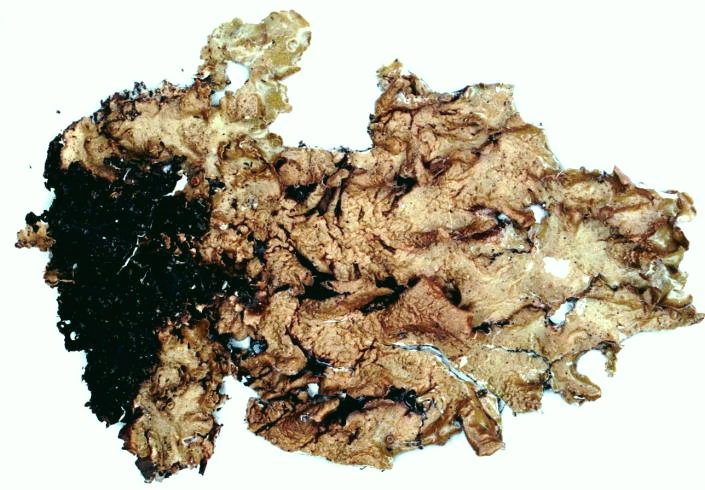
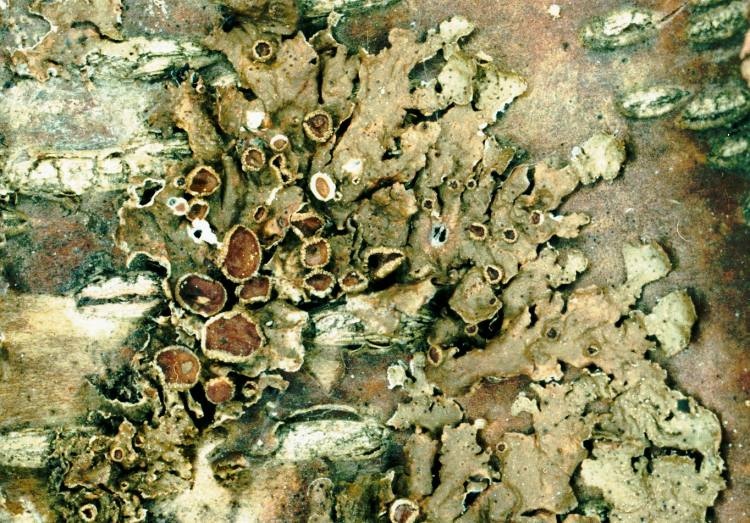
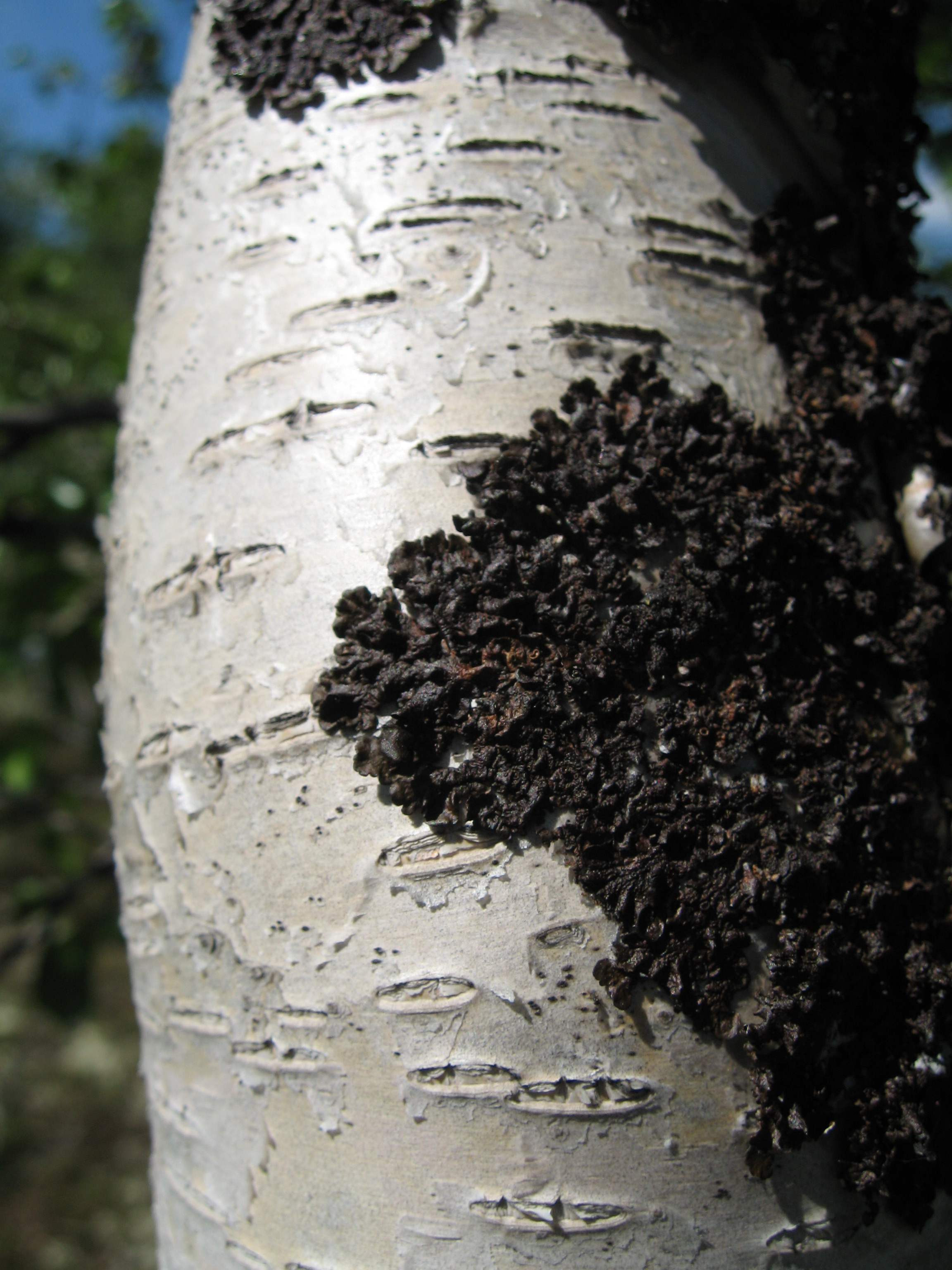
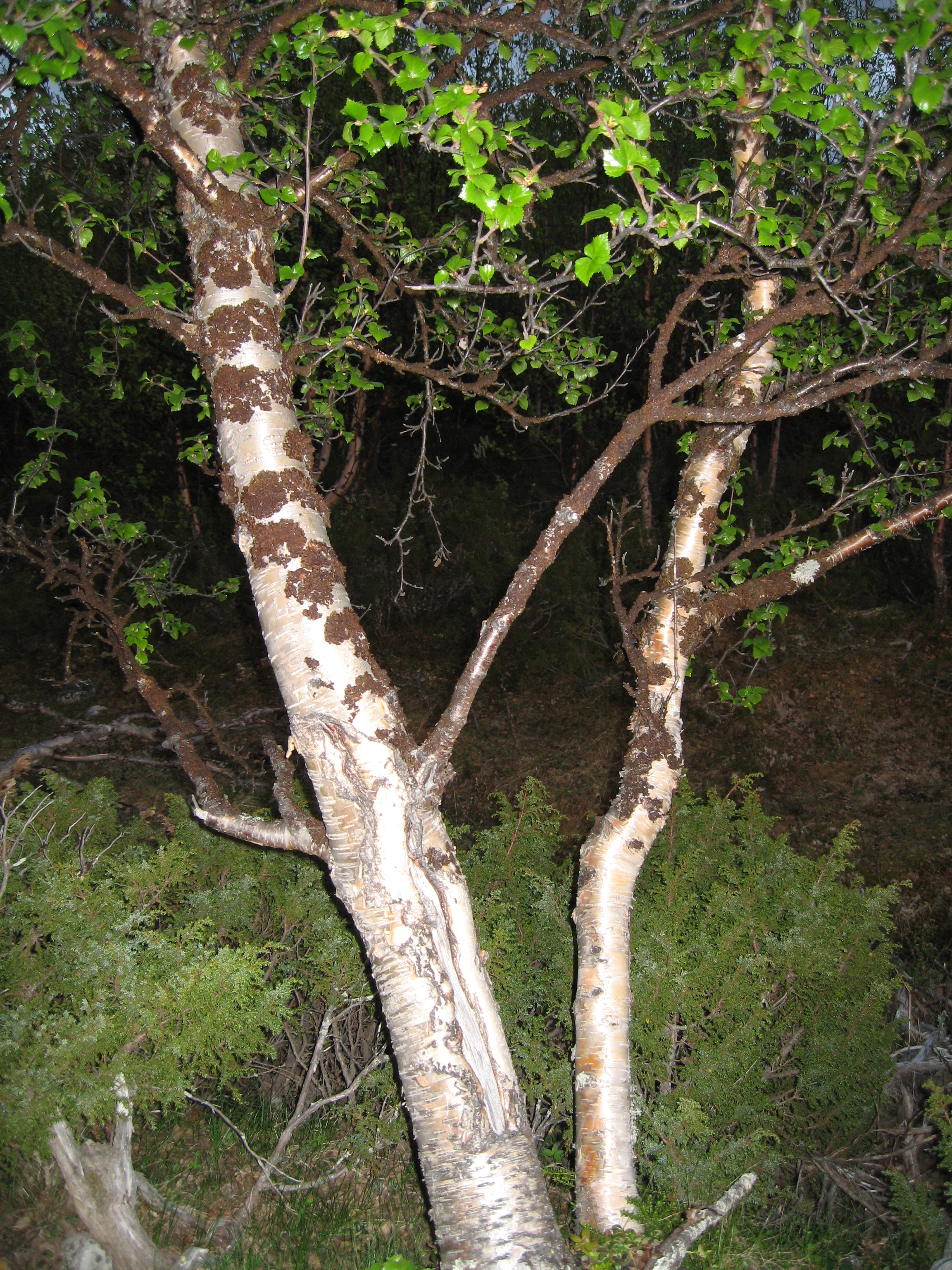